# Hâmit Zübeyir Koşay
Hâmit Zübeyir Koşay, auch Hâmit Zübeyr Koşay (* 1897 in Tilenkçi Tamak, Ujesd Menselinsk, Gouvernement Ufa, Russisches Kaiserreich; † 2. Oktober 1984 in Ankara) war ein türkischer Archäologe und Ethnologe.

## Leben
Koşay war der Sohn des Wissenschaftlers Ubeydullah Efendi. Unter heutigen Baschkiren und Tataren ist seine ethnische Herkunft umstritten, da der Geburtsort zwar auf dem Territorium der jetzigen Republik Tatarstan liegt, andererseits aber das Gebiet um Menselinsk um die Wende zum 20. Jahrhundert ein bedeutendes baschkirisches Siedlungsgebiet war; die Abgrenzung zwischen den beiden Bevölkerungsgruppen war jedoch in der Zeit zum Teil unscharf und spielte in Koşays weiterem Leben und Wirken keine bedeutende Rolle.
Mit Unterstützung seines Schwagers Rızaeddin Fahreddin wurde er 1909 zur Ausbildung in das Osmanische Reich geschickt. Nach Abschluss seiner Schulbildung an der zentralen Oberschule in Selanik, zu Beginn der Balkankriege, ging er nach Istanbul, wo er eine Lehrerausbildung begann, die er 1916 abschloss. Nachdem er Vorlesungen in Ethnologie und Ungarisch gehört hatte, setzte er sein pädagogisches Studium am Eötvös-Kollegium bei Gyula Németh in Budapest fort. Nach seiner Promotion in Philologie und Turkologie ging er nach Deutschland an die Universität Berlin und studierte türkische Sprachwissenschaft bei Willi Bang-Kaup. 1925 kehrte er in die Türkei zurück und nahm eine Stelle im Erziehungsministerium an. Ab 1938 war er für die Restaurierung der Gebäude des Museums für anatolische Zivilisationen verantwortlich. Später wurde er Direktor des Ethnografischen Museums in Ankara und Direktor der Abteilung für Antiken und Museen im Kulturministerium. Koşay wurde 1969 pensioniert.
Als Mitglied der Türkischen Historischen Gesellschaft war Koşay an zahlreichen Ausgrabungen in der Türkei beteiligt, darunter in Alaca Höyük, Kumtepe, Pazarlı und Büyük Güllücek. 
Koşay war Mitglied zahlreicher türkischer und internationaler wissenschaftlicher Institutionen, darunter des Deutschen Archäologischen Instituts, sowie Gründungsmitglied der Türkischen Historischen Gesellschaft und der Gesellschaft für Türkische Sprache. Er gilt als einer der herausragenden Archäologen der Türkei.
Koşays Grab befindet sich auf dem Friedhof Cebeci in Ankara.

## Veröffentlichungen
Neben Ausgrabungsberichten und zahlreichen Arbeiten zu volkskundlichen Themen veröffentlichte Koşay auch unter dem Pseudonym Şerafettin Işık einen Roman und Kurzgeschichten:
- Yuvak Taşı, Roman, 1947
- Dokuz Ötkünç, neun Kurzgeschichten, 1929
- Cıncık (Keban Barajı Öyküsü, Cincik, die Geschichte des Keban-Staudamms), 1973